# Các phương pháp in 3D

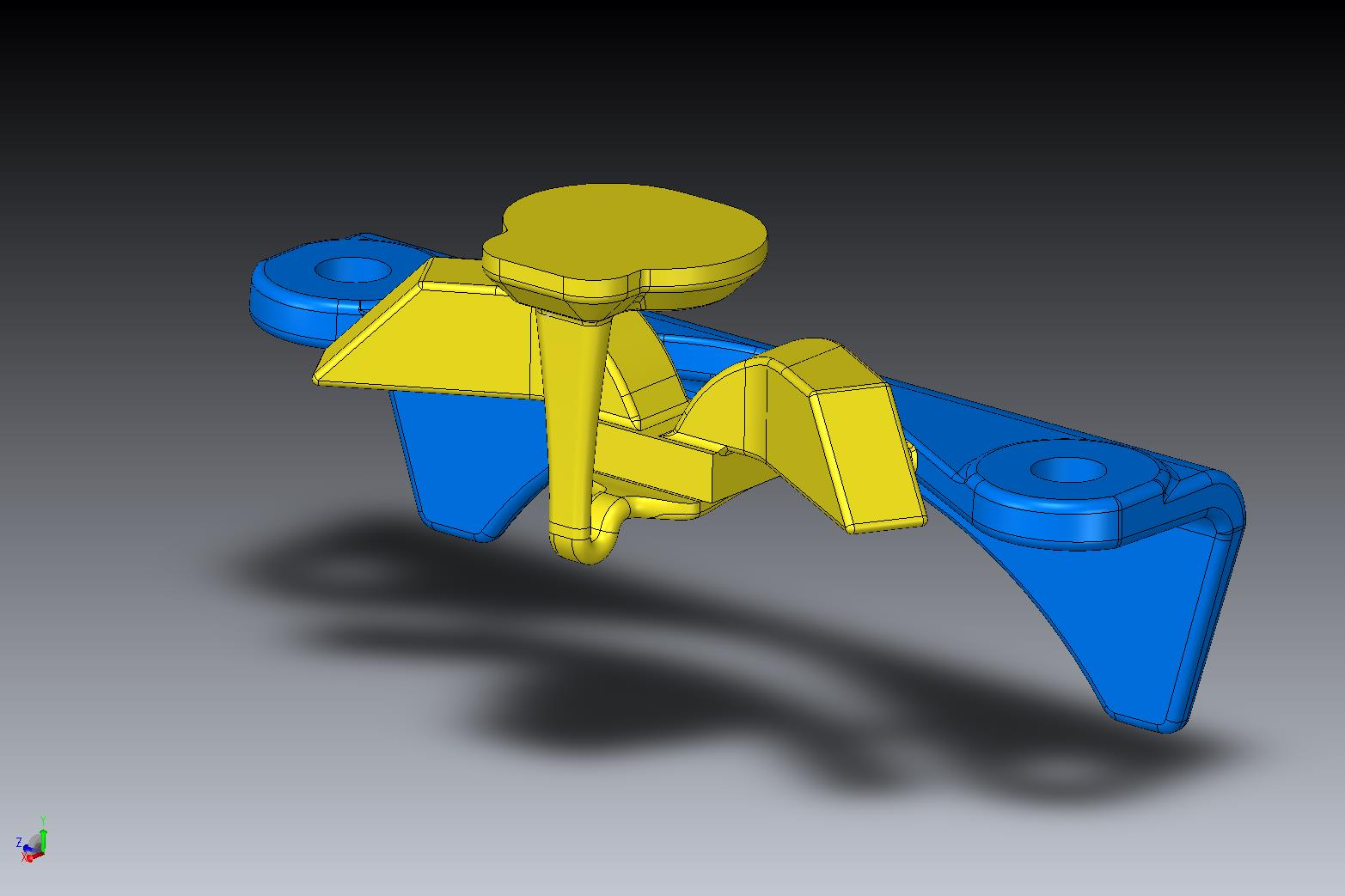
Mô hình CAD được sử dụng để in 3D. Quy trình lập mô hình thủ công chuẩn bị dữ liệu hình học cho đồ họa máy tính 3D tương tự nghệ thuật nhựa như điêu khắc. Quét 3D là một quá trình thu thập dữ liệu kỹ thuật số về hình dạng và sự xuất hiện của một đối tượng thực, tạo ra một mô hình kỹ thuật số dựa trên nó.

Có rất nhiều quy trình, thiết bị và vật liệu được sử dụng trong quá trình tổng hợp một vật thể ba chiều.In 3D hay còn được gọi là sản xuất bồi đắp, do đó, nhiều quy trình in 3D sẵn có có xu hướng bồi đắp trong tự nhiên với một vài khác biệt chính trong công nghệ và vật liệu được sử dụng trong quy trình này.
Có nhiều quy trình khác nhau gồm ép đùn, trùng hợp quang học, sản xuất trên giao diện chất lỏng liên tục và bàn in bột. Mỗi quá trình và thiết bị có ưu và khuyết điểm của riêng nó. Chúng thường liên quan đến các khía cạnh như tốc độ, chi phí, cũng như tính chất cơ học và bề mặt của vật liệu như độ bền, kết cấu và màu sắc.
Sự đa dạng của quá trình và thiết bị dẫn đến đa dạng về mục đích sử dụng bởi những người nghiệp dư cũng như các chuyên gia. Một số người thích ứng tốt hơn đối với việc sử dụng trong khi những người khác làm cho việc in 3D có thể tiếp cận được với người tiêu dùng trung bình. Một số máy in đủ lớn để chế tạo các tòa nhà trong khi các máy in khác có xu hướng có kích thước vi mô và nano và nói chung, có nhiều công nghệ khác nhau có thể được khai thác để sản xuất các vật thể vật lý từ thiết kế có săn.

## Các quy trình
Một số quy trình in 3D đã được phát minh từ cuối những năm 1970. Các máy in ban đầu lớn, đắt tiền và rất hạn chế trong những gì họ có thể sản xuất.
Hiện đã có một lượng lớn các quy trình bồi đắp. Khác biệt chính giữa các quy trình là cách các lớp được gửi để tạo ra các bộ phận và vật liệu được sử dụng. Một số phương pháp làm tan chảy hoặc làm mềm vật liệu để tạo ra các lớp, ví dụ. nung chảy laser có chọn lọc (SLM) hoặc thiêu kết laser kim loại trực tiếp (DMLS), thiêu kết laser  chọn lọc (SLS), mô hình hóa lắng đọng nóng chảy (FDM), hay chế tạo bằng sợi nóng chảy (FFF), trong khi những quy trình khác đông cứng các vật liệu lỏng bằng cách sử dụng các công nghệ tinh vi khác nhau, chẳng hạn như in li-tô lập thể (SLA). Với sản xuất đối tượng nhiều lớp (LOM), các lớp mỏng được cắt thành hình dạng và nối với nhau (ví dụ: giấy, polymer, kim loại). Mỗi phương pháp đều có những ưu điểm và nhược điểm riêng, đó là lý do tại sao một số công ty cung cấp lựa chọn bột và polyme làm vật liệu sử dụng để xây dựng đối tượng. Những quy trình khác đôi khi sử dụng các loại tư liệu kinh doanh thông thường, tiêu chuẩn như vật liệu xây dựng để sản xuất một nguyên mẫu bền. Những cân nhắc chính trong việc lựa chọn máy thường là tốc độ, chi phí của máy in 3D, nguyên mẫu in, lựa chọn và chi phí vật liệu, và khả năng về màu sắc.
Máy in hoạt động trực tiếp với kim loại thường đắt tiền. Tuy nhiên máy in ít tốn kém hơn có thể được sử dụng để tạo khuôn, sau đó được sử dụng để chế tạo các bộ phận kim loại.
In 3D với bàn bột và đầu in phun (3DP) Nung chảy bằng chùm điện tử (EBM)
| Loại                     | Công nghệ                                                               | Vật liệu |
| ------------------------ | ----------------------------------------------------------------------- | --- |
| Đùn                      | Mô hình lắng đọng nóng chảy (FDM) hoặc Chế tạo bằng sợi nóng chảy (FFF) | Nhựa nhiệt dẻo, kim loại eutectic, vật liệu ăn được, Cao su, Mô hình đất sét, Plasticine, Sét kim loại (kể cả Đất sét kim loại quý) |
| Đùn                      | Viết bằng mực trực tiếp hoặc Đúc tự động (DIW)                          | Vật liệu gốm, hợp kim kim loại, kim loại, kim loại ma trận tổng hợp,ma trận composite gốm                                           |
| Đùn                      | Chế tạo bằng sợi composite (CFF)                                        | Nylon hoặc Nylon với sợi carbon ngắn + cốt thép ở dạng Carbon, Kevlar, Thủy tinh và Thủy tinh cho sợi nhiệt độ cao                  |
| Polyme hóa bằng ánh sáng | In li-tô lập thể (SLA)                                                  | Chất dẻo nhạy sáng |
| Polyme hóa bằng ánh sáng | Xử lý ánh sáng kỹ thuật số (DLP)                                        | Chất dẻo nhạy sáng |
| Polyme hóa bằng ánh sáng | Sản xuất giao diện chất lỏng liên tục (CLIP)                            | Chất dẻo nhạy sáng + hóa chất kích hoạt nhiệt                                                                                       |
| Bàn in bột               | Hầu hết hợp kim kim loại, bột polyme, thạch cao                         | |
| Bàn in bột               | Hầu hết hợp kim kim loại kể cả hợp kim Titan                            | |
| Bàn in bột               | Nung chảy bằng laser có chọn lọc (SLM)                                  | Hợp kim titan, hợp kim Cobalt Chrome, thép không gỉ, nhôm                                                                           |
| Bàn in bột               | Thiêu kết nhiệt chọn lọc (SHS)                                          | Bột nhựa nhiệt dẻo |
| Bàn in bột               | Thiêu kết laser chọn lọc (SLS)                                          | Nhựa nhiệt dẻo, bột kim loại, bột gốm                                                                                               |
| Bàn in bột               | Thiêu kết laser kim loại trực tiếp (DMLS)                               | Hầu như bất kỳ hợp kim kim loại nào                                                                                                 |
| Nhiều lớp                | Sản xuất đối tượng nhiều lớp (LOM)                                      | Giấy, lá kim loại, màng nhựa |
| Cấp bột                  | Lắng đọng năng lượng có định hướng                                      | Hầu như bất kỳ hợp kim kim loại nào                                                                                                 |
| Dây                      | Chế tạo dạng tự do bằng chùm tia điện tử (EBF3)                         | Hầu như bất kỳ hợp kim kim loại nào                                                                                                 |

### Lắng đọng bằng đùn

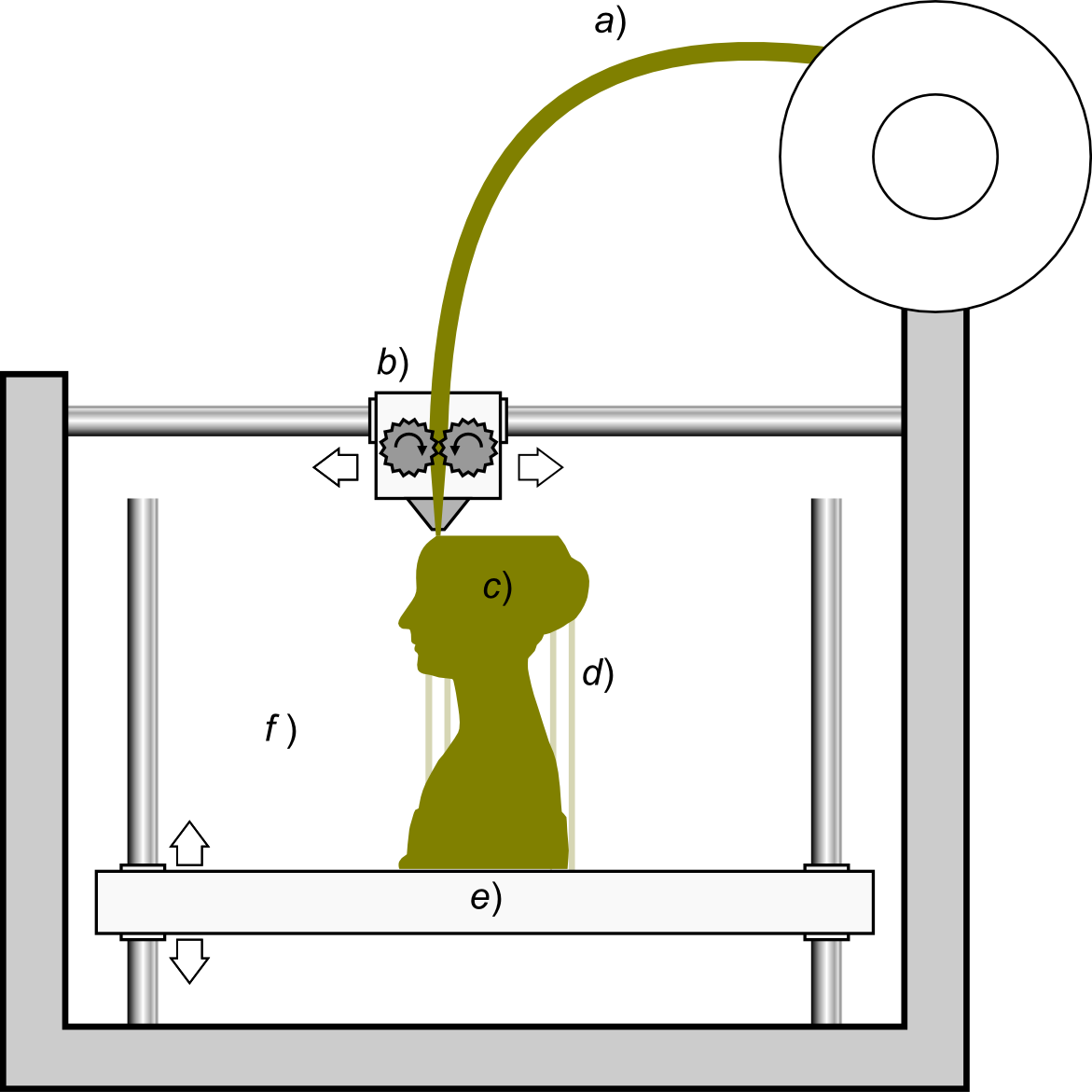
Sơ đồ biểu diễn lắng đọng đùn; sợi filament a) của vật liệu nhựa được cấp qua đầu chuyển động b) làm tan chảy và ép đùn nó lắng đọng nó từng lớp, theo hình dạng mong muốn c). Một nền tảng di chuyển e) xuống sau mỗi lớp được lắng đọng. Đối với loại công nghệ này, cần phải bổ sung cấu trúc hỗ trợ dọc d) để duy trì phần nhô ra

Mô hình lắng đọng nóng chảy (FDM), có nguồn gốc từ hệ thống hàn khí nóng lá polymer tự động, keo nóng chảy và lắng đọng gasket tự động. Nguyên lý trên đã được phát triển thêm bởi S. Scott Crump vào cuối những năm 1980 và được thương mại hóa vào năm 1990 bởi Stratasys. Sau khi bằng sáng chế về công nghệ này hết hạn, một cộng đồng phát triển mã nguồn mở lớn đã phát triển và cả hai phiên bản thương mại và DIY sử dụng loại máy in 3D này xuất hiện. Kết quả là, giá của công nghệ này đã giảm xuống hai con số kể từ khi tạo ra nó, và nó đã trở thành dạng in 3D phổ biến nhất.
Trong mô hình lắng đọng nóng chảy, mô hình hoặc bộ phận được tạo ra bằng cách ép đùn các hạt nhỏ hoặc các dòng vật liệu cứng ngay lập tức tạo thành các lớp. Một sợi dây nhựa nhiệt dẻo, dây kim loại hoặc vật liệu khác được đưa vào đầu vòi phun (đầu đùn máy in 3D). Đầu vòi phun làm nóng vật liệu và bật, tắt dòng. Thông thường động cơ bước hoặc động cơ servo được sử dụng để di chuyển đầu đùn và điều chỉnh dòng chảy. Máy in thường có 3 trục chuyển động. Một gói phần mềm sản xuất với sự hỗ trợ của máy tính (CAM) được sử dụng để tạo mã G được gửi tới một vi điều khiển điều khiển động cơ.
Nhựa là vật liệu phổ biến nhất để in như vậy. Các polyme khác nhau có thể được sử dụng, bao gồm acrylonitrile butadien styren (ABS), polycacbonat (PC), axit polylactic (PLA), polyethylene mật độ cao (HDPE), PC / ABS, polyphenylsulfone (PPSU) và polystyrene tác động cao (HIPS). Nói chung, polyme ở dạng sợi filament được chế tạo từ nhựa nguyên chất. Có nhiều dự án trong cộng đồng nguồn mở nhằm xử lý chất thải nhựa sau tiêu dùng thành sợi filament. Những máy này liên quan đến việc cắt nhỏ và extrude vật liệu nhựa thành sợi filament. Ngoài ra, fluoropolymers như PTFE ống được sử dụng trong quá trình do khả năng của vật liệu để chịu được nhiệt độ cao. Khả năng này đặc biệt hữu ích trong việc chuyển các sợi.
Kim loại và thủy tinh có thể được sử dụng tốt, mặc dù chúng đắt hơn nhiều và thường được sử dụng cho các tác phẩm nghệ thuật.
FDM có phần bị hạn chế trong biến thể của các hình dạng có thể được chế tạo. Ví dụ, FDM thường không thể tạo ra các cấu trúc giống nhũ tương, vì chúng sẽ không được hỗ trợ trong quá trình xây dựng. Nếu không, một lớp đỡ mỏng phải được thiết kế vào cấu trúc, có thể bị phá vỡ trong quá trình hoàn thiện. Mô hình lắng đọng nóng chảy cũng được gọi là chế tạo bằng sợi nóng chảy (FFF) bởi các công ty không nắm giữ các bằng sáng chế ban đầu như Stratasys.

### Kết dính vật liệu dạng hạt

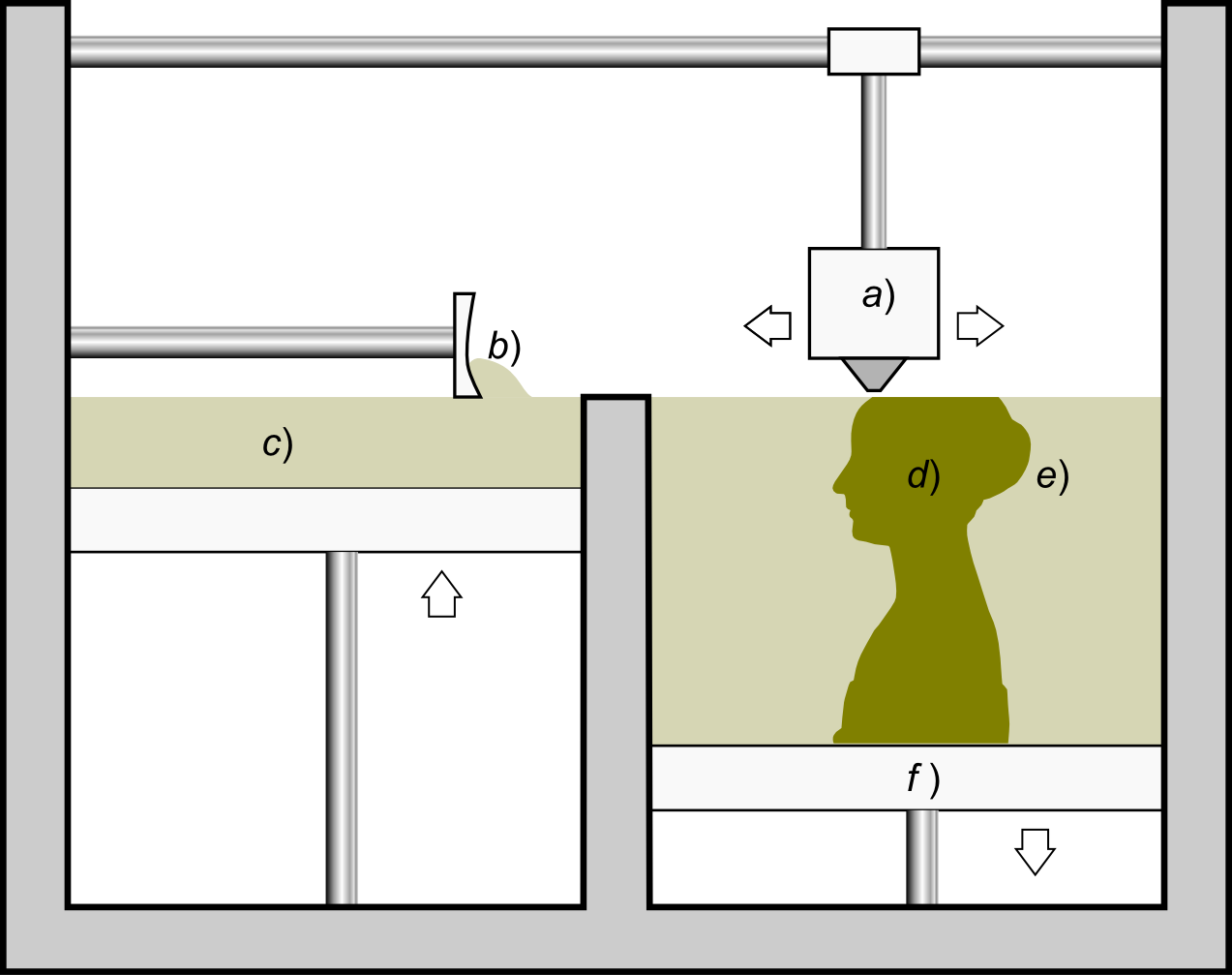
Sơ đồ đại diện của ràng buộc dạng hạt: một đầu di chuyển a) liên kết chọn lọc (bằng cách thả keo hoặc bằng cách thiêu kết laser) bề mặt của một lớp bột e); một nền tảng di chuyển f) dần dần hạ bàn in và các đối tượng kiên cố d) nằm bên trong bột chưa kết dính. Bột mới được liên tục thêm vào giường từ một bểchứa bột c) bằng cơ chế xoa phẳng b)

Một cách tiếp cận in 3D khác là sự pha trộn chọn lọc các vật liệu trong một bàn hạt. Kỹ thuật này kết hợp các phần của lớp và sau đó di chuyển lên trên trong khu vực làm việc, thêm một lớp hạt khác và lặp lại quá trình cho đến khi chi tiết được tạo ra. Quá trình này sử dụng các phương tiện không nóng chảy để đỡ phần nhô ra và các thành mỏng trong chi tiết được sản xuất, làm giảm nhu cầu đỡ phụ trợ tạm thời cho các mảnh. Ví dụ, trong thiêu kết nhiệt chọn lọc, một đầu in nhiệt áp dụng nhiệt cho các lớp bột nhựa nhiệt dẻo; khi một lớp được hoàn thành, lớp bột di chuyển xuống, và một con lăn tự động thêm một lớp vật liệu mới được thiêu kết để tạo thành mặt cắt ngang tiếp theo của mô hình; sử dụng đầu in nhiệt ít dữ dội hơn thay vì laser, làm cho giải pháp này rẻ hơn so với sử dụng laser và có thể được thu nhỏ lại thành kích thước máy.
Các kỹ thuật thiêu kết laser bao gồm thiêu kết laser chọn lọc (SLS), với cả kim loại và polyme (ví dụ: PA, PA-GF, Gps rắn, PEEK, PS, Alumide, Carbonmide, elastomers) và thiêu kết laser kim loại trực tiếp (DMLS).
Thiêu kết Laser Chọn lọc (SLS) đã được phát triển và cấp bằng sáng chế của Tiến sĩ Carl Deckard và Tiến sĩ Joseph Beaman tại Đại học Texas ở Austin vào giữa những năm 1980, dưới sự tài trợ của DARPA. Một quy trình tương tự đã được cấp bằng sáng chế mà không được thương mại hóa bởi R. F. Housholder năm 1979.

Nung chảy laser Chọn lọc (SLM) không sử dụng quá trình thiêu kết cho sự kết hợp của các hạt bột, nhưng sẽ làm tan chảy hoàn toàn bột bằng laser năng lượng cao để tạo ra các vật liệu dày đặc hoàn toàn theo phương pháp lớp có tính chất cơ học tương tự như các kim loại được sản xuất thông thường..
Nung chảy bằng chùm tia điện tử (EBM) là một loại công nghệ sản xuất bồi đắp tương tự cho các bộ phận kim loại (ví dụ: hợp kim titan). EBM sản xuất các bộ phận bằng cách nung chảy lớp bột kim loại theo từng lớp bằng một chùm electron trong chân không cao. Không giống như các kỹ thuật thiêu kết kim loại hoạt động dưới điểm nóng chảy, các bộ phận EBM là vật thể đặc.

Một phương pháp khác bao gồm một hệ thống in phun 3D. Máy in tạo ra một lớp mô hình tại một thời điểm bằng cách trải một lớp bột (thạch cao hoặc nhựa) và in một chất kết dính ở mặt cắt ngang của bộ phận bằng cách sử dụng quy trình giống như máy in phun. Điều này được lặp lại cho đến khi mọi lớp được in. Công nghệ này cho phép in các nguyên mẫu đầy màu sắc, nhô ra và các bộ phận đàn hồi. Độ bền chắc của các bản in bột ngoại quan có thể được tăng cường bằng cách ngâm tẩm polymer nhiệt rắn hoặc sáp.

### Quang trùng hợp

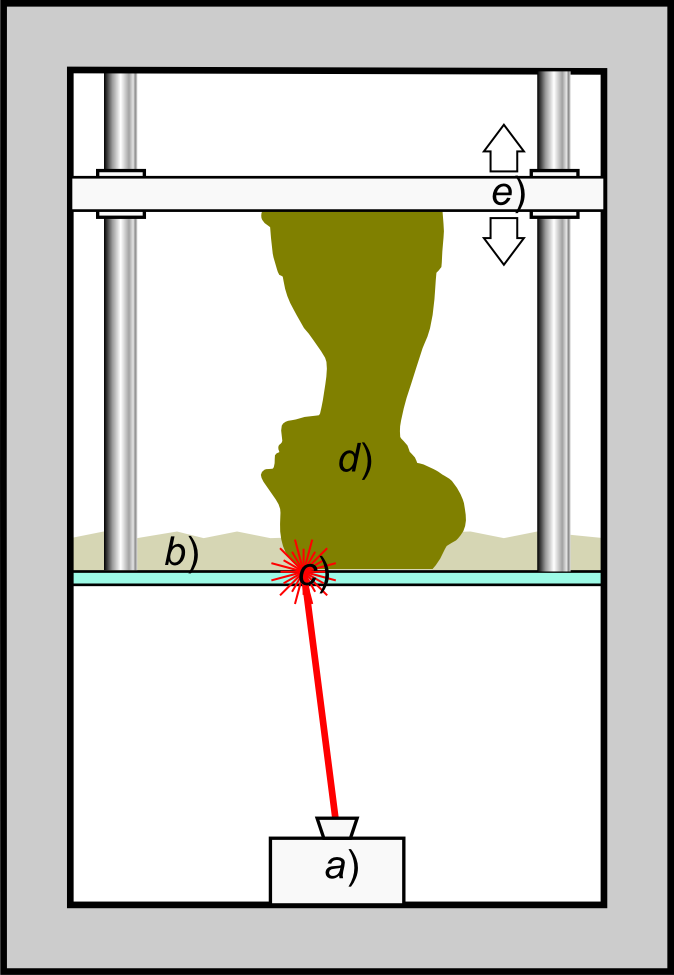
Sơ đồ biểu diễn của Photopolymerization; một thiết bị phát sáng a) (laser hoặc DLP) có chọn lọc chiếu sáng đáy trong suốt c) của một bể b) chứa đầy một loại nhựa polyme hóa lỏng; nhựa đã được kiên cố hóa d) được kéo dần lên bằng một bàn nâng)

Quy trình In li-tô lập thể (SLA) được dựa trên việc đông cứng bằng ánh sáng (quang trùng hợp) của vật liệu lỏng thành dạng rắn; nó được cấp bằng sáng chế vào năm 1986 bởi Chuck Hull.
Trong quá trình này, polyme lỏng được tiếp xúc với ánh sáng được điều khiển (như laser hoặc máy chiếu kỹ thuật số) trong điều kiện  nguồn sáng an toàn. Chất lỏng polymer tiếp xúc cứng lại. Sự trùng hợp xảy ra khi polyme cảm quang tiếp xúc với ánh sáng khi Polyme cảm quang chứa chromophore, nếu không, việc bổ sung các phân tử cảm quang  được sử dụng để phản ứng với giải pháp để bắt đầu trùng hợp. Sự trùng hợp các monome dẫn đến liên kết chéo, tạo ra một polymer. Thông qua các liên kết cộng hóa trị, đặc tính của giải pháp được thay đổi. Các tấm xây dựng sau đó di chuyển xuống theo từng bước nhỏ và polymer lỏng lại tiếp xúc với ánh sáng. Quá trình lặp lại cho đến khi mô hình được xây dựng. Polyme lỏng sau đó được rút ra khỏi thùng, để lại mô hình rắn. EnvisionTEC Perfactory là một ví dụ về hệ thống tạo mẫu nhanh DLP.
Các hệ thống máy in phun như hệ thống Objet PolyJet phun các vật liệu polyme cảm quang lên khay xây dựng các lớp vật liệu siêu mỏng (từ 16 đến 30 µm) cho đến khi hoàn thành chi tiết. Mỗi lớp polyme cảm quang sẽ được đông cứng bằng ánh sáng tia cực tím sau khi được phun, tạo ra các mô hình được đông cứng hoàn toàn có thể được xử lý và sử dụng ngay lập tức mà không cần hậu xử lí. Các vật liệu hỗ trợ như gel, được thiết kế để đỡ các dạng hình học phức tạp, có thể loại bỏ bằng tay và phun nước. Nó cũng thích hợp cho các chất đàn hồi. Có một loại hệ thống in phun khác có sẵn trên thị trường có thể in polyme cảm quang theo từng lớp, với việc đông cứng bằng tia UV trung gian, để tạo ra các ống kính hiệu chỉnh mắt. Cấu trúc hỗ trợ không cần thiết trong trường hợp này, vì ống kính mắt không cần nhô ra. Luxexcel, một công ty Hà Lan, đã thương mại hóa công nghệ này và nền tảng in.
Các tính năng siêu nhỏ có thể được thực hiện bằng kỹ thuật chế tạo vi mô 3D được sử dụng trong chế độ quang trùng hợp đa photon. Cách tiếp cận này sử dụng laser tập trung để chuyển đối tượng 3D mong muốn thành một khối gel. Do tính chất phi tuyến của kích thích ảnh, gel được đông cứng thành chất rắn chỉ ở những nơi laser được lấy nét trong khi gel còn lại sau đó được rửa sạch. Kích thước bộ phận dưới 100 nm cũng như cấu trúc phức tạp với các bộ phận chuyển động và lồng vào nhau có thể dễ dàng được tạo ra.
Tuy nhiên, cách tiếp cận khác sử dụng một loại nhựa tổng hợp được đông đặc bằng cách sử dụng đèn LED.
Trong in li-tô lập thể hình dựa trên hình chiếu ảnh mặt nạ, một mô hình kỹ thuật số 3D được cắt bởi một tập hợp các mặt phẳng nằm ngang. Mỗi lát được chuyển đổi thành hình ảnh mặt nạ hai chiều. Hình ảnh mặt nạ sau đó được chiếu lên bề mặt nhựa lỏng có thể hóa rắn bằng ánh sáng và ánh sáng được chiếu lên nhựa để hóa rắn nó theo hình dạng của lớp. Kỹ thuật này đã được sử dụng để tạo ra các vật thể bao gồm nhiều vật liệu đông cứng ở tốc độ khác nhau. Trong các hệ thống nghiên cứu, ánh sáng được chiếu từ bên dưới, cho phép nhựa được nhanh chóng trải ra thành các lớp mỏng đồng đều, giảm thời gian sản xuất từ vài giờ đến vài phút. Các thiết bị thương mại trên thị trường như Objet Connex áp dụng nhựa thông qua các vòi phun nhỏ.
Sản xuất giao diện lỏng liên tục (CLIP) là một hình thức sản xuất bồi đắp khác sử dụng quá trình trùng hợp hình ảnh dựa trên DLP để tạo ra các vật thể rắn mịn ở nhiều hình dạng. Quá trình liên tục của CLIP bắt đầu với một bể nhựa cảm quang lỏng. Một phần của đáy hồ bơi là trong suốt với tia cực tím ("cửa sổ"). Giống như các hệ thống DLP trước đó, tia sáng cực tím chiếu xuyên qua cửa sổ, chiếu sáng mặt cắt ngang chính xác của vật thể. Ánh sáng làm cho nhựa cứng lại. Vật thể tăng lên đủ chậm để cho phép nhựa chảy dưới và duy trì tiếp xúc với đáy của vật thể. CLIP khác với quy trình DLP truyền thống, do màng thấm oxy nằm bên dưới lớp nhựa, tạo ra "vùng chết" (giao diện lỏng liên tục) ngăn nhựa dính vào cửa sổ (qung trùng hợp bị ức chế giữa cửa sổ và bộ trùng hợp).
Không giống như in li-tô lập thể, quá trình in được coi là liên tục bởi người sáng lập của nó và nhanh hơn nhiều so với phương pháp DLP truyền thống,  cho phép quá trình sản xuất các bộ phận trong vài phút, thay vì giờ.

### Sản xuất vật liệu nhiều lơp
Trong một số máy in, giấy có thể được sử dụng làm vật liệu xây dựng mô hình, cho phép chi phí in thấp hơn. Vào những năm 1990, một số công ty đã bán các máy in cắt các mặt cắt ra khỏi giấy phủ keo đặc biệt bằng cách sử dụng laser CO2 và sau đó ép chúng lại với nhau.
Năm 2005, Mcor Technologies Ltd đã phát triển một quy trình khác bằng cách sử dụng các tờ giấy văn phòng thông thường, một lưỡi dao carbide wolfram để cắt hình dạng và lắng đọng có chọn lọc chất kết dính và áp suất để liên kết mẫu thử.
Ngoài ra còn có một số công ty bán máy in in các đối tượng nhiều lớp bằng tấm nhựa mỏng và kim loại.

### Sự lắng đọng năng lượng trực tiếp dạng cấp bột
Trong quá trình lắng đọng năng lượng trực tiếp dạng cấp bột, một laser công suất cao được sử dụng để làm tan chảy bột kim loại được cung cấp cho trọng tâm của chùm laser. Tia laser thường di chuyển qua tâm của đầu lắng đọng và được tập trung vào một điểm nhỏ bằng một hoặc nhiều thấu kính. Việc xây dựng xảy ra trên một bàn X-Y được điều khiển bởi một đường chạy dao được tạo ra từ một mô hình kỹ thuật số để chế tạo vật thể theo từng lớp. Đầu lắng đọng được di chuyển lên theo phương thẳng đứng khi mỗi lớp được hoàn thành. Bột kim loại được phân phối và phân bố xung quanh chu vi của  đầu laser hoặc có thể được phân chia bởi một ống bên trong và được cung cấp thông qua các vòi phun được sắp xếp trong các cấu hình khác nhau xung quanh đầu lắng đọng. Buồng kín chứa đầy khí trơ hoặc khí trơ bảo vệ cục bộ thường được sử dụng để che chắn bể nóng chảy khỏi oxy trong khí quyển để kiểm soát tốt hơn các tính chất vật liệu. Quy trình năng lượng có định hướng sử dụng bột tương tự như thiêu kết laser chọn lọc, nhưng bột kim loại chỉ được áp dụng khi vật liệu được thêm vào chi tiết đó tại thời điểm đó. Quá trình này hỗ trợ một loạt các vật liệu bao gồm titan, thép không gỉ, nhôm và các vật liệu đặc biệt khác cũng như vật liệu tổng hợp và vật liệu được phân loại theo chức năng. Quá trình này không chỉ có thể xây dựng hoàn toàn các bộ phận kim loại mới mà còn có thể thêm vật liệu vào các bộ phận hiện có ví dụ cho các ứng dụng sản xuất phủ, sửa chữa và sản xuất lai. LENS (Laser Engineered Net Shaping), được phát triển bởi Phòng thí nghiệm quốc gia Sandia, là một ví dụ về quy trình lắng đọng năng lượng dạng bột của Fed cho việc in 3D hoặc khôi phục các bộ phận kim loại.

### Quy trình dây kim loại
Các hệ thống cấp dây dựa trên laser, chẳng hạn như dây kim loại bằng laser (LMD-w), dây dẫn qua vòi phun được làm nóng chảy bằng laser sử dụng khí trơ che chắn trong môi trường mở (khí xung quanh laser), hoặc trong buồng kín. Chế tạo dạng tự do dùng chùm tia điện tử sử dụng nguồn nhiệt chùm tia điện tử bên trong buồng chân không.
Nó cũng có thể sử dụng hàn hồ quang kim loại khí thông thường gắn liền với một giai đoạn 3D để in kim loại 3-D như thép và nhôm. Các máy in 3-D kiểu RepRap mã nguồn mở có chi phí thấp đã được trang bị cảm biến dựa trên Arduino và đã chứng minh tính chất luyện kim hợp lý từ dây hàn thông thường làm nguyên liệu.

## Máy in

### Sử dụng trong công nghiệp
Tính đến tháng 10 năm 2012, các hệ thống sản xuất đắp dần trên thị trường dao động từ $ 2,000 đến $ 500,000 và đã được sử dụng trong các ngành công nghiệp bao gồm hàng không vũ trụ, kiến trúc, ô tô, quốc phòng, y tế, và trong nhiều lĩnh vực khác. Ví dụ, General Electric sử dụng mô hình cao cấp để xây dựng các bộ phận của tuabin. Nhiều hệ thống trong số các hệ thống này được sử dụng để tạo mẫu nhanh, trước khi các phương pháp sản xuất hàng loạt được sử dụng.
Giáo dục đại học đã chứng tỏ là khách hàng chủ yếu của máy in 3D để bàn và chuyên nghiệp mà các chuyên gia công nghiệp nói chung xem như một chỉ báo tích cực. Lượng đơn hàng mua máy in 3D để bàn đáng kể từ K-12 và đại học giúp duy trì một thị trường máy in 3D để bàn đã có vấn đề trong 2015-2016, trong khi các trường đại học đang lấp đầy khoảng cách tài năng hiện tại được kỳ vọng sẽ thúc đẩy ngành công nghiệp này trong những năm tới.  Thư viện trên thế giới cũng đã trở thành địa điểm để máy in 3D nhỏ để tiếp cận vì mục đích giáo dục và cộng đồng.

### Sử dụng trong tiêu dùng

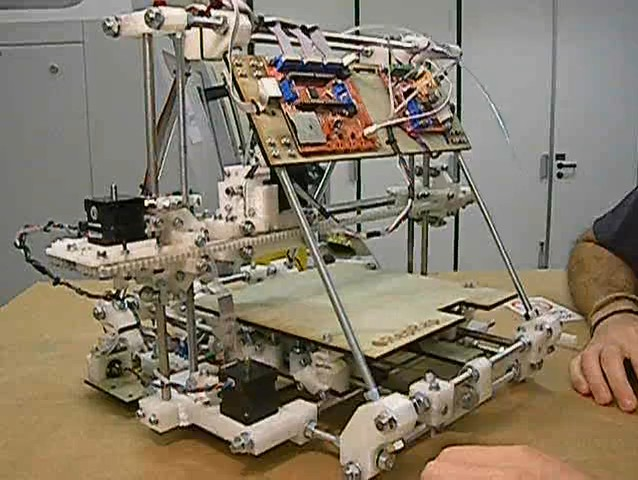
RepRap phiên bản 2.0 (Mendel)

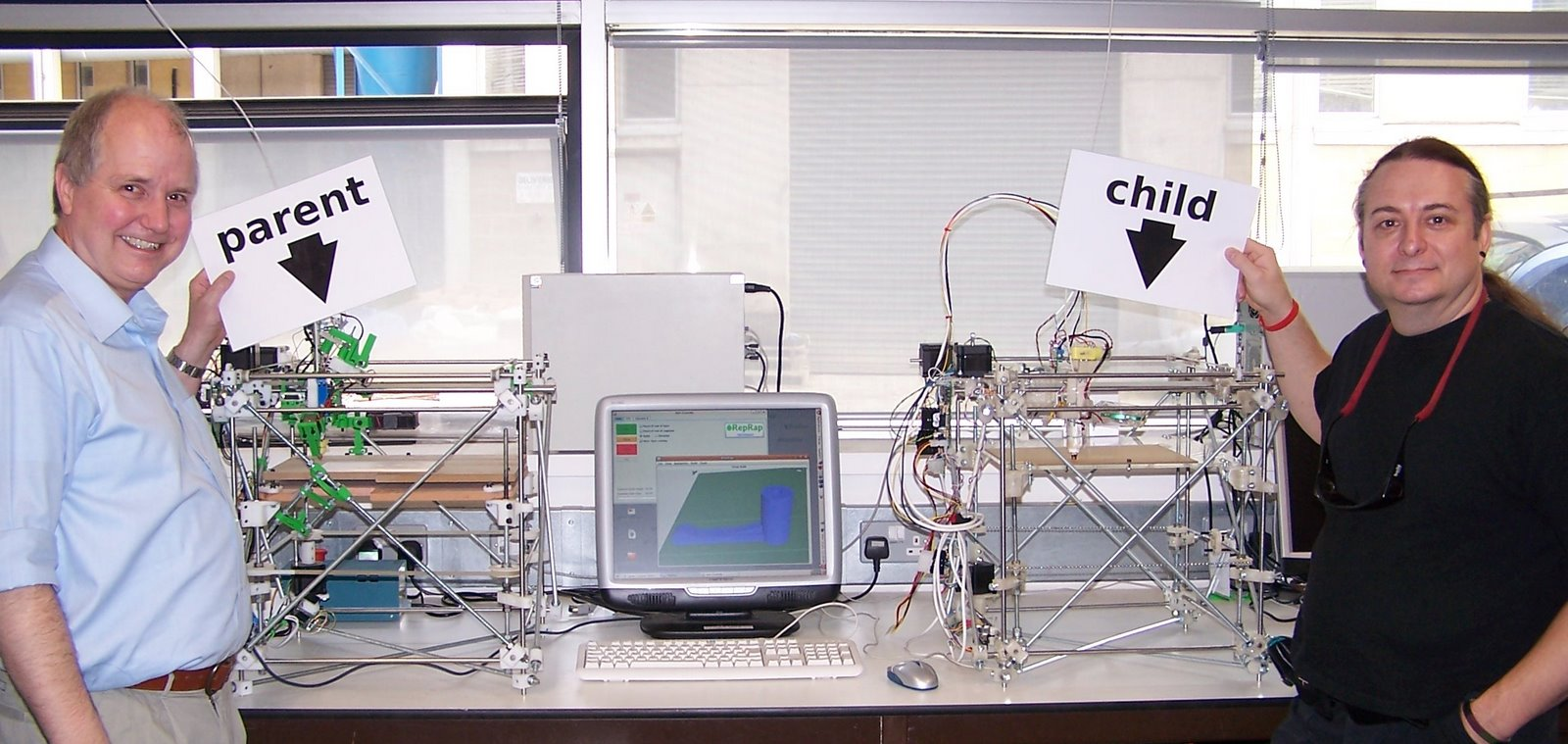
Tất cả các bộ phận bằng nhựa cho máy bên phải được sản xuất bởi máy ở bên trái. Adrian Bowyer (trái) và Vik Olliver (bên phải) là thành viên của dự án RepRap.

Một số dự án và các công ty đang nỗ lực để phát triển máy in 3D giá cả phải chăng để sử dụng để bàn  ở nhà. Phần lớn công việc này đã được thúc đẩy và nhắm vào cộng đồng DIY / maker / người đam mê / cộng đồng phát triển ban đầu, có quan hệ bổ sung cho các cộng đồng học tập và hacker.
Dự án RepRap là một trong những dự án hoạt động dài nhất trong lĩnh vực máy để bàn. Dự án RepRap nhằm mục đích tạo ra một máy in 3D phần cứng miễn phí và mã nguồn mở (FOSH), có đầy đủ các đặc tính được phát hành theo Giấy phép Công cộng GNU, có khả năng tự tái tạo bằng cách in nhiều bộ phận (nhựa) riêng của mình để tạo ra nhiều máy hơn. RepRaps đã cho thấy là có thể in bảng mạch và các chi tiết kim loại. Máy in 3D phổ biến nhất trên thế giới là Prusa i3, một máy in RepRap.
Vì mục tiêu của FOSH của RepRap, nhiều dự án liên quan đã sử dụng thiết kế của họ để tạo cảm hứng, tạo ra một hệ sinh thái của máy in 3D liên quan hoặc phái sinh, hầu hết trong số đó cũng là thiết kế nguồn mở. Tính khả dụng của các thiết kế nguồn mở này có nghĩa là các biến thể của máy in 3D dễ phát minh. Tuy nhiên, chất lượng và độ phức tạp của thiết kế máy in, cũng như chất lượng của bộ kit hay sản phẩm cuối cùng, thay đổi rất nhiều từ dự án này đến dự án khác. Sự phát triển nhanh chóng của các máy in 3D nguồn mở đang thu hút sự chú ý trong nhiều lĩnh vực vì nó cho phép siêu tùy biến và sử dụng các thiết kế phạm vi công cộng để chế tạo công nghệ thích hợp nguồn mở. Công nghệ này cũng có thể hỗ trợ các sáng kiến phát triển bền vững vì công nghệ dễ dàng và kinh tế từ nguồn lực sẵn có cho cộng đồng địa phương.
Chi phí của máy in 3D đã giảm đáng kể kể từ khoảng năm 2010, với các máy từng có chi phí tới  20.000 đô la giờ chỉ còn dưới 1.000 đô la. Ví dụ, năm 2013, một số công ty và cá nhân đang bán các bộ phận để xây dựng các thiết kế RepRap khác nhau, với giá khởi điểm vào khoảng 400 € / 500 €. Dự án mã nguồn mở Fab@Home đã phát triển máy in để sử dụng chung với bất cứ thứ gì có thể được phun qua vòi phun, từ sô cô la đến chất chống thấm silicone và các chất phản ứng hóa học. Máy in theo thiết kế của dự án đã có sẵn từ các nhà cung cấp trong bộ dụng cụ hoặc ở dạng lắp ráp sẵn từ năm 2012 với giá trong phạm vi US $ 2000. Một số máy in 3D mới nhắm vào thị trường nhỏ, rẻ tiền bao gồm mUVe3D và Lumifold. Rapide 3D đã thiết kế một máy in 3D chuyên nghiệp với mức chi phí $ 1499, không có khói cũng như bị rattle liên tục trong quá trình sử dụng. 3Doodler, "bút in 3D", đã gây quỹ 2,3 triệu đô la trên Kickstarter với các cây bút bán với giá 99 đô la, mặc dù 3D Doodler đã bị chỉ trích vì trở thành một bút thủ công hơn là một máy in 3D.
Khi chi phí của máy in 3D đã giảm, họ đang trở nên hấp dẫn hơn về mặt tài chính để sử dụng để tự sản xuất các sản phẩm cá nhân. Ngoài ra, các sản phẩm in 3D tại nhà có thể làm giảm tác động môi trường của sản xuất bằng cách giảm tác động sử dụng và phân phối vật liệu.
Ngoài ra, một số RecycleBots như Filastruder thương mại hóa đã được thiết kế và chế tạo để chuyển đổi nhựa thải, chẳng hạn như hộp đựng dầu gội và bình sữa, thành sợi nhựa để in 3D RepRap rẻ tiền. Có một số bằng chứng cho thấy sử dụng phương pháp tái chế phân tán này tốt hơn cho môi trường.
Sự phát triển và siêu tùy biến của các máy in 3D dựa trên RepRap đã tạo ra một loại máy in mới phù hợp cho các doanh nghiệp nhỏ và người tiêu dùng sử dụng. Các nhà sản xuất như Solidoodle, Robo 3D, RepRapPro và Pirx 3D đã giới thiệu các mô hình và bộ dụng cụ có giá dưới 1.000 đô la, ít hơn hàng nghìn đô la so với thời điểm tháng 9 năm 2012. Tùy thuộc vào ứng dụng, độ phân giải in và tốc độ sản xuất nằm ở đâu đó giữa máy in cá nhân và máy in công nghiệp. Danh sách các máy in có giá cả và thông tin khác được duy trì. Hầu hết các robot delta gần đây, như TripodMaker, đã được sử dụng để in 3D để tăng tốc độ chế tạo. Đối với máy in 3D delta, do chuyển động hình học và sự khác biệt của nó, độ chính xác của bản in phụ thuộc vào vị trí của đầu máy in.
Một số công ty cũng đang cung cấp phần mềm cho in 3D, như một sự hỗ trợ cho phần cứng do các công ty khác sản xuất.

### Máy in 3D lớn
Máy in 3D lớn đã được phát triển cho công nghiệp, giáo dục, và sử dụng trình diễn. Một máy in 3D khổ lớn được xây dựng vào năm 2014 bởi SeeMeCNC. Máy in có khả năng tạo ra vật thể có đường kính lên tới 4 foot (1,2 m) và cao tới 10 foot (3,0 m). Nó cũng sử dụng viên nhựa làm nguyên liệu thay vì sợi nhựa thông thường được sử dụng trong các máy in 3D khác.

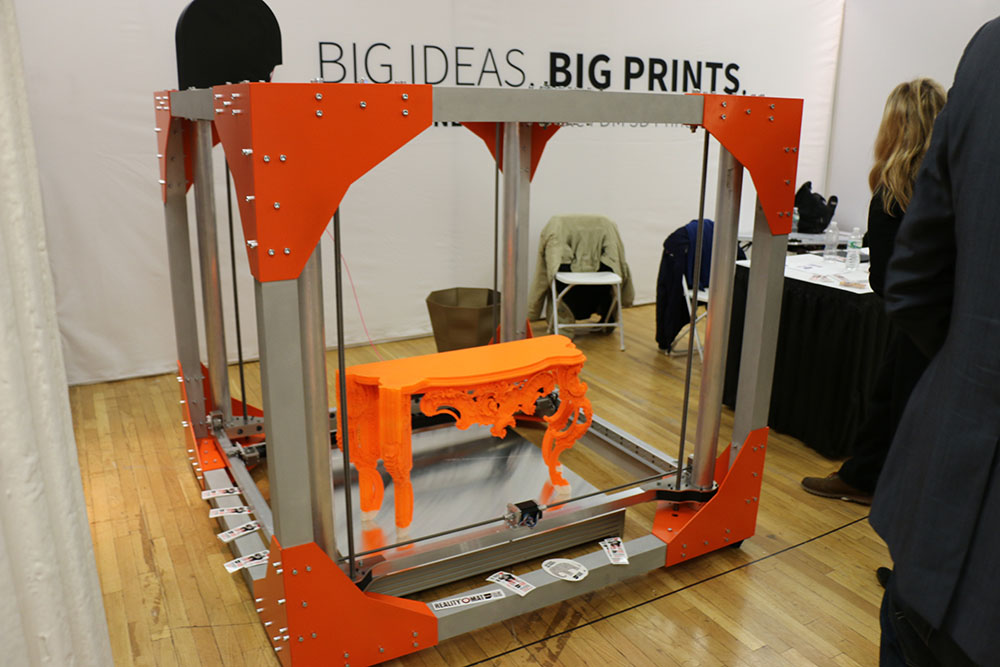
BigRep One.1 với khối lượng 1 m³.

Một loại máy in lớn khác là Big Area Additive Manufacturing (BAAM). Mục đích là để phát triển các máy in có thể tạo ra một vật thể lớn ở tốc độ cao. Một máy BAAM của Cincinnati Incorporated có thể sản xuất một đối tượng ở tốc độ nhanh hơn 200 đến 500 lần so với máy in 3D điển hình có trên thị trường vào năm 2014. Một máy BAAM khác đang được phát triển bởi Lockheed Martin với mục đích in các vật dài lên đến 100 foot (30 m) được sử dụng trong ngành công nghiệp hàng không vũ trụ.
Xem thêm In 3D xây dựng.

### In 3D vi mô và siêu nhỏ
Phương pháp chế tạo thiết bị vi điện tử có thể được sử dụng để thực hiện in 3D đối tượng có kích thước nano. Các đối tượng in như vậy thường được trồng trên một chất nền rắn, ví dụ: lát bán dẫn silic, mà chúng dính chặt sau khi in vì chúng quá nhỏ và mỏng manh để được thao tác sau xây dựng.
Trong một kỹ thuật, cấu trúc nano 3D có thể được in bằng cách di chuyển một mặt nạ stencil động trong quá trình lắng đọng vật liệu, tương tự như phương pháp đùn của máy in 3D truyền thống. Các cấu trúc nano có chiều cao lập trình với độ phân giải nhỏ đến 10 nm đã được tạo ra bằng kiểu này, bằng cách lắng đọng hơi vật lý kim loại. Mặt nạ stencil được điều khiển bằng thiết bị truyền động cơ học có một lỗ nano được nghiền trong màng silicon nitrit.
Một phương pháp khác giúp tăng cường quá trình quang trùng hợp trên một quy mô nhỏ hơn nhiều, sử dụng các laser tập trung tinh chỉnh được điều khiển bởi các gương điều chỉnh được. Phương pháp này đã tạo ra các đối tượng có độ phân giải tính năng 100 nm. Các dây đồng dài 1mm rộng  cỡ micromet cũng được in bằng laser.